# بلال عبد الرحمن
بلال عبد الرحمن (مواليد 14 نوفمبر 1983) هو لاعب كرة قدم قطري دولي سابق .
لعب لأندية السد والأهلي و الخور والشمال و الخريطيات والغرافة و الشحانية وله تجربة احترافية مع نادي مونز البلجيكي .

## وصلات خارجية
- بلال عبد الرحمن على موقع ناشيونال فوتبول تيمز (الإنجليزية)
- بلال عبد الرحمن على موقع كووورة

- بلال عبد الرحمن